# Carl-Ludwig Reichert

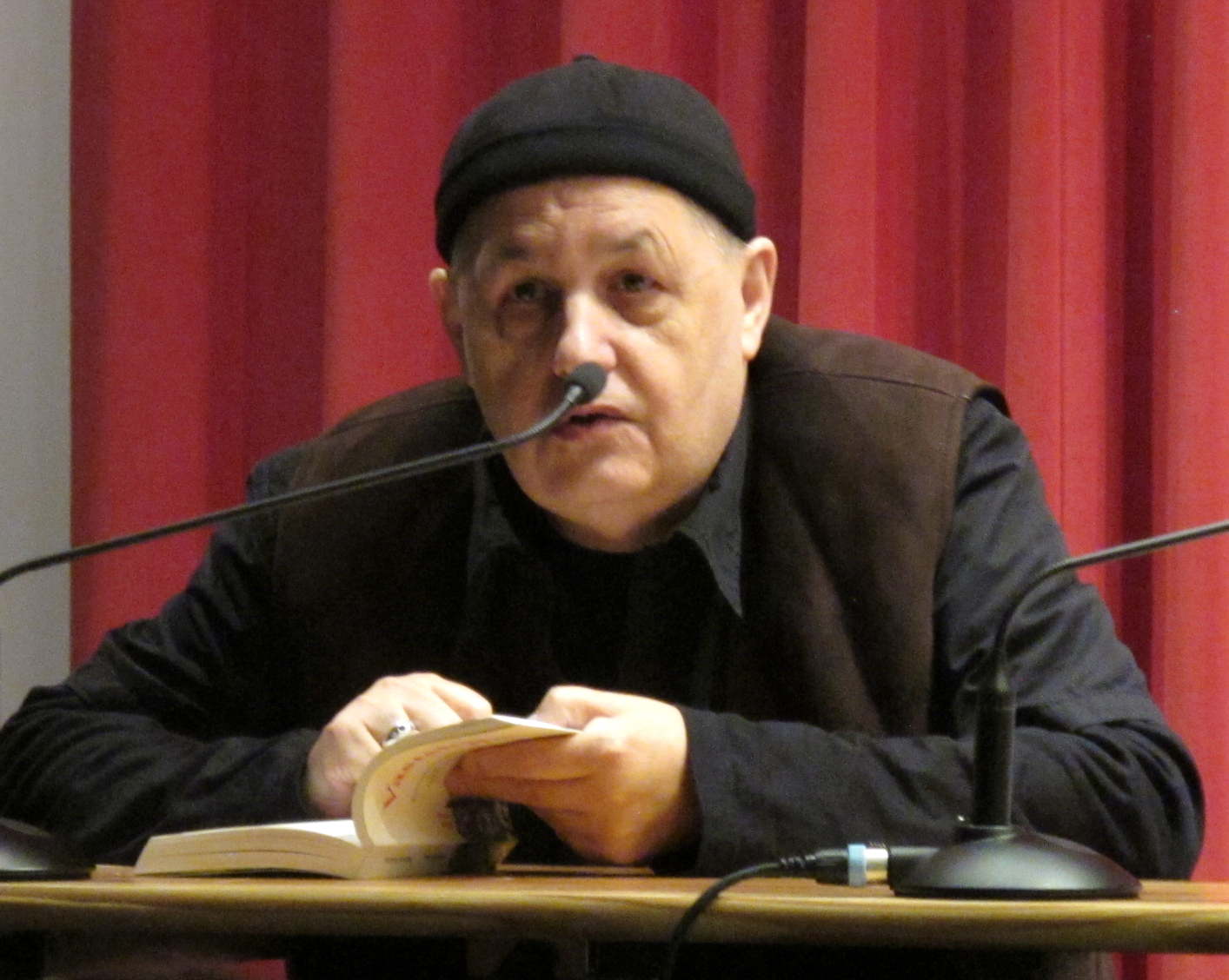
Carl-Ludwig Reichert bei einer Lesung im Lyrik Kabinett im Januar 2015

Carl-Ludwig Reichert (* 17. Juni 1946 in Ingolstadt; † 4. September 2023 in München) war ein deutscher Musiker, Radiomoderator, Übersetzer und Schriftsteller.

## Leben
Carl-Ludwig Reichert besuchte das Reuchlin-Gymnasium und studierte nach dem Abitur Altphilologie und Literaturwissenschaften. Seine Begeisterung für Musik entstand, als er mit 12 oder 13 Jahren bei einem Besuch in Zürich die Bekanntschaft von Blues-Legende Champion Jack Dupree machte. 
Reichert wurde ab 1970 für den Bayerischen Rundfunk tätig. Er speiste eigene Texte in die basisdemokratisch ausgerichtete Sendung Pop Sunday ein. Reicherts Publikationen reichen von Themen der Jugend- und Popkultur bis hin zu bayerischer Kultur- und Literaturgeschichte.
Zusammen mit Michael Fruth schrieb er unter dem Gemeinschafts-Pseudonym Benno Höllteufel avantgardistische Mundartlyrik im Gefolge Artmanns und Jandls, erschienen in den Bänden warum nacha ned? und friss wos i sog. Mit diesem Material wurde auch eine Schallplatte aufgenommen. Reichert war zudem Mitbegründer, Texter, Sänger und Gitarrist der Band Sparifankal. Von 1970 bis zu seinem Ruhestand 2011 arbeitete er als Autor, Moderator und Regisseur für Bayern 2 für die Sendungen „Zündfunk“, „bluessession“ und „Nachtsession“. Ab 2000 trat Reichert als Sänger und Gitarrist der akustischen Band Wuide Wachl mit Ulrich Bassenge auf. Nach Auflösung der Gruppe spielte er mit neuen Musikern unter dem Namen Sparifankal 2.
Reichert war seit 1993 mit der Autorin und Karl-Valentin-Biografin Monika Dimpfl verheiratet.
Er starb am 4. September 2023 im Alter von 77 Jahren in München.

## Bands
- Sparifankal: Rockband mit bairischen Texten
- Dullijöh: Bayerische akustische Band
- Wuide Wachl: Münchner Band
- Sparifankal 2: Wiederbelebung der alten Band mit drei neuen Musikern

## Schriften
- Neue & [und] alte Kinderspiele für brave & böse Kinder, Willing 1969.
- (mit  Michael Czernich und Ludwig Moos als Grobian Gans) Die Ducks. Psychogramm einer Sippe. Wissenschaftliche Verlagsanstalt zur Pflege Deutschen Sinngutes, Gräfelfing vor München 1970, Band 1 der fiktiven Reihe Soziologie unserer Tage in der Wissenschaftlichen Verlagsanstalt zur Pflege Deutschen Sinngutes (1972 bei Rowohlt als Taschenbuchausgabe mit Nachdrucken bis 1994, ISBN 3-499-11481-X).
- (mit Michael Fruth als Benno Höllteufel) warum nacha ned? Brehm, 1969.
- Ein Walroß macht noch keinen Spätherbst, Willing 1970.
- (mit Michael Fruth als Benno Höllteufel) friss wos i sog, Piper 1971.
- (mit Michael Fruth als Benno Höllteufel) ois midanand, Brehm 1980.
- Umsturz in München. Schriftsteller erzählen die Räterepublik, mit Herbert Kapfer, Weismann 1988.
- Fans, Gangs, Bands. Ein Lesebuch der Rockjahre. Rowohlt 1985.
- Frank Zappa. Dtv 2000.
- Blues. Geschichte und Geschichten. Dtv 2001.
- Marieluise Fleißer. Dtv 2001.
- Folk. Von Joan Baez bis Adam Green. Dtv 2008.
- bluus.bairisch. Scaneg 2013, ISBN 978-3892355175.

## Übersetzung
- mit Hans Well: Graffd wead! (Asterix Mundart Band 35), Ehapa Verlag, Stuttgart 2000, ISBN 978-3770422715.
- Kingdom of Gonzo. Interviews mit Hunter S. Thompson. Tiamat Verlag, Berlin 2011, ISBN 978-3-89320-158-7.

## Hörspiele
- 1970: Spielverderber unerwünscht (BR)
- 1973: Bass auf da Depp head zua (BR, mit Michael Fruth)
- 1989: Cut Up Burroughs (BR)
- 1991: turba philosophorum (BR)
- 1996: nachts. wach (BR)
- 2013: Gott (Autor: Andreas Ammer, BR) (Reichert: Sprecher)